# Фоутс, Роджер
Роджер С. Фоутс (англ. Roger S. Fouts, р. 8 июня 1943 года) — американский исследователь приматов. Один из директоров Chimpanzee and Human Communication Institute (CHCI) в Вашингтоне, профессор психологии в Центрального Вашингтонского университета. Наиболее известен своей ролью в обучении общению шимпанзе Уошо с использованием набора сигналов американского языка жестов.
Фоутс защищает права животных, опираясь на законодательство о животных Новой Зеландии как модель юридических прав для высших приматов (hominidae), в сотрудничестве с британскими приматологом Джейн Гудолл с целью улучшения условий содержания шимпанзе. Имеет труды по законодательству о животных и этике опытов на животных.

## Биография
Фоутс родился в Сакраменто, штат Калифорния. Получил степень бакалавра детской психологии в колледже, несколько лет спустя преобразованном в Калифорнийский государственный университет и степень доктора философии в Университете Невады. В 1964 году женился на Деборе Харрис, ставшей его помощником.

## Карьера
Переломным моментом карьеры Фоутса стал 1967 год, когда он практически провалил собеседование с профессором Алленом Гарднером в Рино, штат Невада. Однако Уошо, шимпанзе, сразу проявил симпатию к Роджеру и забрался к нему на руки. Через несколько дней Фоутсу сообщили, что он принят. В 1970 году проект с Уошо и Гарднером был переведен в Институт изучения приматов в Нормане, штат Оклахома.
Гарднер и Фаутс обучали шимпанзе знакам американского языка жестов (ASL) методами моделирования (демонстрируя их и добиваясь от шимпанзе подражания) и прямой манипуляции (складывая руки шимпанзе в необходимые положения). Постепенно они обнаружили, что животные использовали ASL для общения между собой. Обезьяны составляли фразы из комбинаций жестов для обозначения новых предметов, появлявшихся в их окружении. Loulis, приемный сын Уошо, обучился основам ASL и более 70 знакам непосредственно у Уошо без участия человека.
Фоутс работал в качестве консультанта на съемках  4 фильмов, включая Грейсток: Легенда о Тарзане, повелителе обезьян (1984).